# 芒特皮斯加 (印地安納州)
芒特皮斯加（英語：Mount Pisgah）是位於美國印地安納州拉格蘭奇縣的一個非建制地區。該地的面積和人口皆未知。